# ميجيل فيياريخو
ميجيل فيياريخو (بالإسبانية: Miguel Villarejo)‏ (24 أغسطس 1988 بخاين في إسبانيا - ) هو لاعب كرة قدم إسباني في مركز الدفاع. لعب مع رايو فايكانو ب وكولتورال ليونيسا وAthens Kallithea F.C. ‏ وPanachaiki G.E. ‏ وريال سوسيداد ديبورتيفا الكالا وIraklis Psachna F.C. ‏ وPanthrakikos F.C. ‏.

## روابط خارجية
- ميجيل فيياريخو على موقع قاعدة بيانات كرة القدم.إي يو (الإنجليزية)
- ميجيل فيياريخو على موقع Soccerway.com (الإنجليزية)